# Скайлайн 3
«Скайлайн 3» (англ. Skylines) — фантастичний бойовик 2020 року виробництва Великої Британії. Режисер Ліам О'Доннелл. Сценаристи Лаям О'Доннелл та Меттью Е. Чоссе. Продюсери — Лайям О'Доннелл і Меттью Е. Чоссе. Світова прем'єра відбулася 26 жовтня 2020 року; прем'єра в Україні — 11 березня 2021-го.
Через 15 років після відбиття вторгнення інопланетян люди та звільнені прибульці живуть на Землі разом. Але невідомий вірус загрожує їхньому співіснуванню. Напівлюдина, напівінопланетянка Роуз Корлі отримує пропозицію вирушити на рідну планету загарбників, аби розшукати там ліки.

## Зміст
Роуз очолює флот трофейних зорельотів у контратаці на материнський корабель інопланетян «Збирачів» біля Місяця. Проте вона несподівано застигає, не встигає віддати наказ і вороги через це отримують перевагу. Роуз змушена пожертвувати зорельотом з тисячами людей, аби відвести решту своїх кораблів до Землі.
Через п'ять років після битви біля Місяця Роуз живе в наметовому містечку неподалік від руїн Лондона. Люди та звільнені гібриди «пілоти» тепер живуть пліч-о-пліч. Роуз дізнається від лікарки Мал, що через свою зібридну природу вона швидко старішає, тому потребує регулярного переливання крові. В цей же час планетою поширюється вірус, який вражає гібридів і людей, які користуються їхніми біотехнологіями. Хворі повертаються до початкової місії переробки людей на собі подібних. Леон знаходить Роуз і приводить її до генерала Редфорда, котрий пояснює, що ядро материнського корабля інопланетяни встигли забрати на рідну планету Кобальт-1. Генерал пропонує вирушити на Кобальт-1, аби викрасти ядро та використати його для порятунку «пілотів». Після возз'єднання зі своїм прийомним братом-«пілотом» Трентом, Роуз неохоче погоджується приєднатися до місії.
Прибувши до Кобальт-1, команда не виявляє присутності «Збирачів». Судно стикається з покинутим ворожим зорельотом і здійснює жорстку посадку на планету. Роуз, Трент, Леон, Оуенс та Алекса оглядають околиці та виявляють мертвих «Збирачів» і сліпих істот, віддалено схожих на «пілотів». Алекса важко поранена в бою з цими істотами і пожертвує собою, підірвавши гранату. Команді вдається проникнути в печеру, де перебуває Матріарх «Збирачів». Матріарх тимчасово захоплює контроль над Роуз і каже через неї, що люди «зіпсували врожай», але поплатяться за це. Трент допомагає Роуз вирватися з-під контролю Матріарха, і Роуз розуміє, що це телепатичний вплив Матріарха спричинив її застигання біля Місяця. Роуз сповна опановує свої гібридні здібності, викрадає ядро, але Оуенс перехоплює його, заражає Трента вірусом і тікає на зорельоті.
Роуз і Леон викрадають меха інопланетян, їм вдається вискочити в космос, коли Редфорд розстрілює Кобальт-1 з орбіти. Коли Роуз і Леон наздоганяють корабель, Редфорд повідомляє їм, що вірус був створений ним і призначався безболісно вбити «пілотів», але замість цього повернув їх до первісного завдання. Генерал заздалегідь поширив хворобу на Кобальт-1, але йому потрібне ядро материнського корабля для виправлення побічних ефектів. Матріарх також встигає покинути Кобальт-1, вбиває Редфорда і намірюється знищити Землю. Оуенс, якого побратим Жі підозрює у зраді, усвідомлює правду про вірус, але потрапляє в енергетичне поле при перельоті та розпадається. Трент, якого Леону вдається отямити, скидає Матріарха в те саме поле, але й сам важко калічиться.
На Землі Мел працює над ліками в наметовому містечку, поки хворі «пілоти» наступають з усіх боків. Мешканці містечка — Мел, Кейт, Грант і вилікувана Хуана, дають відсіч і встигають знищити нападників. Грант гине, а до Лондона наближається ще більша армія. В цей час Роуз повертається на Землю та вмикає тяговий промінь зорельота, яким затягує всіх «пілотів» з околиць. Вона повідомляє Мел, що тепер усіх заражених «пілотів» можна вилікувати.
Згодом Мел пересаджує мозок Трента в нове тіло. Жі знаходить особисті файли Редфорда і виявляє місцезнаходження в'язниці, де Редфорд утримував своїх ворогів, включаючи давно зниклого батька Роуз. Тоді Роуз наказує летіти туди.

## Знімались
- Ліндсі Морган — Роуз
- Джонатан Говард — Леон
- Даніель Бернгардт — Оуен
- Рона Мітра — Мел
- Джеймс Космо — Грант
- Яян Рух'ян — Гуана
- Александр Сіддіг — Редфорд
- Ча-Лі Юн — Жі
- Єва Андреєвайте — Алексі

## Продовження
У грудні 2020 року сценарист/режисер О'Доннелл оголосив про плани продовжити серіал, маючи намір повернути основний акторський склад. Того ж місяця Френк Грілло висловив зацікавленість повторити свою роль у серіалі. У травні 2022 року було оголошено, що Screen Media придбала міжнародні права на четвертий фільм Skyline під назвою Skyline Radial. Фільм вийде в прокат у 2025 році.